# スティーブン・コレック
スティーブン・ジェームズ・コレック（Stephen James Kolek, 1997年4月18日 - ）は、アメリカ合衆国テキサス州ヒューストン出身のプロ野球選手（投手）。右投右打。MLBのカンザスシティ・ロイヤルズ所属。
実兄は元プロ野球選手（投手）のタイラー・コレック。

## 経歴

### プロ入りとドジャース傘下時代
2018年のMLBドラフト11巡目（全体344位）でロサンゼルス・ドジャースから指名され、プロ入り。契約後、傘下のパイオニアリーグのルーキー級オグデン・ラプターズでプロデビュー。A級グレートレイクス・ルーンズでプレーし、2チーム合計で13試合に登板して2勝0敗3セーブ、防御率1.42、30奪三振を記録した。
2019年はA級グレートレイクスでプレーし、27試合（先発25試合）に登板して7勝8敗、防御率5.00、109奪三振を記録した。
2020年は新型コロナウイルスの影響でマイナーリーグの試合が開催されなかったため、公式戦の登板は無かった。

### マリナーズ傘下時代
2021年4月28日に金銭トレードで、シアトル・マリナーズへ移籍した。この年は傘下のA級モデスト・ナッツ、A+級エバレット・アクアソックス、AA級アーカンソー・トラベラーズでプレーし、3チーム合計で24試合（先発9試合）に登板して4勝3敗、防御率6.03、67奪三振を記録した。
2022年はAA級アーカンソーでプレーし、29試合に先発登板して6勝13敗、防御率4.51、138奪三振を記録した。
2023年はAA級アーカンソーとAAA級タコマ・レイニアーズでプレーし、2チーム合計で49試合（先発1試合）に登板して6勝2敗4セーブ、防御率3.76、76奪三振を記録した。

### パドレス時代
2023年12月6日にルール5ドラフトでサンディエゴ・パドレスから指名され、移籍した。
2024年はメジャーで開幕を迎え、3月21日のドジャースとの開幕戦でメジャーデビューを果たした。この年メジャーでは42試合に登板して3勝0敗、防御率5.21、39奪三振を記録した。
2025年は傘下のAAA級エルパソ・チワワズで開幕を迎えた。5月4日にメジャー昇格し、10日のコロラド・ロッキーズ戦で先発するとメジャー初完封を記録した。この年は後述の移籍前までに14試合に登板して4勝5敗、防御率4.18、前年を上回る56奪三振などを記録していた。

### ロイヤルズ時代
2025年7月31日にフレディ・ファーミンとのトレードで、ライアン・バーガートとともにカンザスシティ・ロイヤルズへ移籍した。

## 詳細情報

### 年度別投手成績
| 年 度    | 球 団    | 登 板 | 先 発 | 完 投 | 完 封 | 無 四 球 | 勝 利 | 敗 戦 | セ 丨 ブ | ホ 丨 ル ド | 勝 率 | 打 者 | 投 球 回 | 被 安 打 | 被 本 塁 打 | 与 四 球 | 敬 遠 | 与 死 球 | 奪 三 振 | 暴 投 | ボ 丨 ク | 失 点 | 自 責 点 | 防 御 率 | W H I P |
| -------- | -------- | ----- | ----- | ----- | ----- | -------- | ----- | ----- | -------- | ----------- | ----- | ----- | -------- | -------- | ----------- | -------- | ----- | -------- | -------- | ----- | -------- | ----- | -------- | -------- | ------- |
| 2024     | SD       | 42    | 0     | 0     | 0     | 0        | 3     | 0     | 0        | 2           | 1.000 | 211   | 46.2     | 59       | 4           | 12       | 0     | 3        | 39       | 2     | 0        | 30    | 27       | 5.21     | 1.52    |
| MLB：1年 | MLB：1年 | 42    | 0     | 0     | 0     | 0        | 3     | 0     | 0        | 2           | 1.000 | 211   | 46.2     | 59       | 4           | 12       | 0     | 3        | 39       | 2     | 0        | 30    | 27       | 5.21     | 1.52    |

- 2024年度シーズン終了時

### 年度別守備成績
| 年 度 | 球 団 | 投手（P） | 投手（P） | 投手（P） | 投手（P） | 投手（P） | 投手（P） |
| 年 度 | 球 団 | 試 合     | 刺 殺     | 補 殺     | 失 策     | 併 殺     | 守 備 率  |
| ----- | ----- | --------- | --------- | --------- | --------- | --------- | --------- |
| 2024  | SD    | 42        | 1         | 8         | 0         | 0         | 1.000     |
| MLB   | MLB   | 42        | 1         | 8         | 0         | 0         | 1.000     |

- 2024年度シーズン終了時

### 背番号
- 32（2024年 - 2025年7月27日）